# Papaipema beeriana
Papaipema beeriana là một loài bướm đêm trong họ Noctuidae.